# Sơn Tây
Sơn Tâyⓘ ist eine Stadt im Norden von Vietnam. Sie war die Hauptstadt der Provinz Hà Tây bis zu deren Eingliederung in das Verwaltungsgebiet Hanoi am 1. August 2008. Bis 1965, vor der Zusammenlegung mit der Provinz Ha Dong, war Sơn Tây auch Hauptstadt der gleichnamigen Provinz Sơn Tây.
Sơn Tây liegt 35 km westlich der vietnamesischen Hauptstadt Hanoi und wird wegen der Vielzahl von Kasernen und anderer militärischer Einrichtungen im Umkreis der Stadt oft als „Soldatenstadt“ bezeichnet. Zu den militärischen Einrichtungen gehört auch die Infanterieschule der Vietnamesischen Volksarmee.
In den westlichen Medien wurde Sơn Tây im Wesentlichen durch die Operation Ivory Coast bekannt. Das war der Versuch der Green Berets, einer besonderen Einsatzgruppe der amerikanischen Streitkräfte, mit Unterstützung der Air Force und Navy Kriegsgefangene am Morgen des 21. November 1970 aus dem in der Nähe der Stadt gelegenen und als Kriegsgefangenenlager Sơn Tây (Sơn Tây prison camp) bezeichneten Gefangenenlager zu befreien. Der Befreiungsversuch selbst scheiterte, da die Kriegsgefangenen bereits vorher unentdeckt in andere Lager verlegt worden waren. Die an dem Einsatz beteiligten Soldaten der Green Berets kehrten vollzählig – bei nur geringen Materialverlusten – in ihre Ausgangsstandorte zurück.